# Божевільні (фільм, 1991)
«Божевільні» — радянська трагікомедія режисера Алли Сурикової, знята в 1991 році за мотивами однойменної повісті Володимира Куніна.

## Сюжет
Середина XIX століття. Австрійський інженер Отто фон Герстнер їде в Росію, щоб реалізувати проект будівництва першої залізниці, яка повинна зв'язати Петербург і Царське Село. Прибувши до Росії, він збирає команду однодумців і йде до мети, незважаючи на проблеми, які постійно постають на його шляху. Причиною цих проблем виявляються господарі екіпажів компаній, які в боротьбі з небезпечним, як їм видається, конкурентом не гребують навіть найняти «фахівця з переворотів» з метою погубити фон Герстнера і його справу. Коли, здається, вже нічого не може врятувати підприємство перших російських залізничників від провалу, на допомогу їм приходить істота, надіслана вищими силами — ангел-хранитель Машенька…

## У ролях
- Ульріх Плайтген —  інженер Франц Антон фон Герстнер
- Микола Караченцов —  поручик Родіон Іванович Кирюхін
- Леонід Ярмольник —  Тихон Зайцев, співробітник III Відділення
- Ольга Кабо — Марійка
- Сергій Степанченко —  Федір («Джакомо Піранделло»)
- Наталія Гундарева —  графиня Отрешкова
- Віктор Проскурін —  Іван Іванович Іванов, фахівець з переворотів
- Михайло Боярський —  імператор Микола I
- Олексій Жарков —  Олександр Христофорович Бенкендорф
- Всеволод Ларіонов —  князь Розанов-Раздорський
- Наталія Крачковська —  Єва, дружина шпигуна
- Олександр Ширвіндт —  Джордж Стефенсон
- Михайло Державін —  Фадей Венедиктович Булгарін
- Семен Фарада —  Адам (Арон) Ципровський, російський шпигун в Австрії
- Георгій Штиль —  граф Потоцький
- Михайло Філіппов —  компаньйон Отрешкової
- Леонард Саркісов —  граф Отрешков
- Валерій Матвєєв —  співаючий камердинер Отрешкових
- Віктор Григор'єв —  Семен, слуга Булгаріна
- Донован Скотт —  розбійник з жабою
- Анатолій Калмиков —  станційний доглядач
- Анатолій Сливников —  ватажок
- Андрій Родимов —  Шурик  (немає в титрах)
- Сергій Русскін —  мужик  (немає в титрах)
- Олександра Бражнікова —  фрейліна царя  (немає в титрах)
- Владислав Стржельчик —  генерал-рогоносець  (немає в титрах)

## Знімальна група
- Режисер: Алла Сурикова
- Сценаристи: Володимир Кунін,  Кім Рижов
- Оператор:  Валерій Шувалов
- Композитори: Геннадій Гладков, Ігор Кантюков
- Художник: Володимир Корольов
- Продюсер: Юрій Кушнерьов
- Тексти пісень:  Юрій Ентін
- Костюми: Аліна Буднікова
- Монтаж: Інеса Брожовська
- Постановка трюків: Олег Коритін
- Звукорежисер: Ян Потоцький